# Sandeep Chakravorty

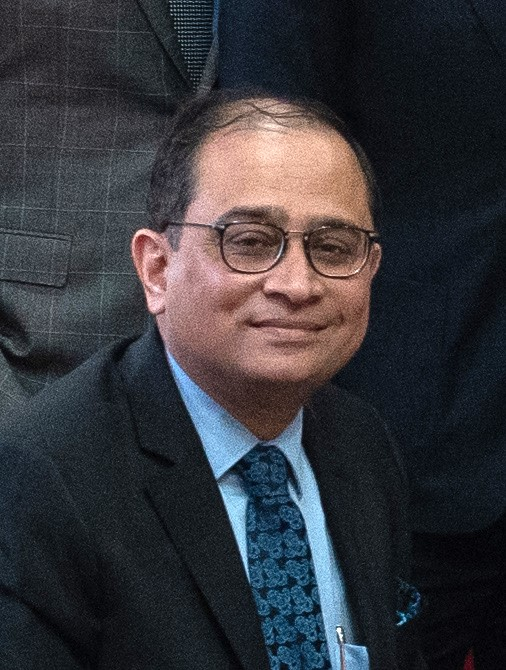
Sandeep Chakravorty

Sandeep Chakravorty ist ein indischer Diplomat.

## Werdegang
Chakravorty hat einen  Master-Abschluss in Advanced Studies in International & European Security der Universität Genf, einen Master-Abschluss in Soziologie und einen Postgraduierten-Abschluss in Forstwirtschaft.
Chakravorty arbteitet seit 1996 für den diplomatischen Dienst Indiens. Unter anderem war er stellvertretender Hochkommissar in Bangladesch, dann indischer Botschafter für Peru und Bolivien (Akkreditierung in Peru: 20. August 2015) und ab August 2017 Generalkonsul in New York. Im indischen Außenministerium hatte er mehrere Positionen inne, darunter Pressereferent, Stabsoffizier des Staatsministers und arbeitete in Abteilungen, die sich mit Zentralasien, Ostasien und China befassten. Bis 2023 diente Chakravorty als Joint Secretary im indischen Außenministerium, mit der Zuständigkeit für die indischen Beziehungen zu Westeuropa und der Europäischen Union. 2023 wurde er indischer Botschafter in Jakarta, mit Zuständigkeit für Indonesien und Osttimor. Die Akkreditierung für Osttimor übergab Chakravorty am 20. Dezember 2023. Sein Nachfolger Madan Kumar Ghildiyal folgte ihm am 8. April 2025.

## Sonstiges
Chakravorty verfasst mit Chakraview einen eigenen Blog über seine Erfahrungen und seine Arbeit. In einer Videoserie befasst er sich mit Ausländern, die in Indien eine neue Heimat gefunden haben. Außerdem versucht er sich als Schriftsteller. Sein erstes Werk war eine Fibel für internationale Beziehungen und Diplomatie. Weitere Hobbys sind Kochen, Lesen und Reisen. Er spricht neben Hindi und Bengalisch auch fließend Spanisch.
Chakravorty ist mit Taruna Chakravorty verheiratet, die als Gastdozentin am Indian Institute of Management in Indore arbeitet. Das Paar hat Zwillingstöchter.